# 김진실
김진실(1982년 ~ )은 대한민국의 기업인으로 풍류일가의 이사로 활동하고 있다. 학력은 아주대학교 사회학, 불어불문학 전공으로 학사학위를 받았다. 브랜드 스토리텔링 분야에서 일하면서 오리온 브랜드 스토리 프로젝트, GS칼텍스 스토리텔링 캠페인 등을 기획했다. 또한 웹툰 프로듀서로도 활약 중이다.

## 작품
- 웹툰 《1598》(lezhin.com, 2014년, Producer)

## 인터뷰
- 《한겨레신문》(2010년 2월 28일)